# Lecane tenuiseta
Lecane tenuiseta is een raderdiertjessoort uit de familie Lecanidae. De wetenschappelijke naam van deze soort is voor het eerst geldig gepubliceerd in 1914 door Harring.